# サーカスチャーリー
『サーカスチャーリー』 (CIRCUS CHARLIE) は、1984年にコナミからアーケードゲームとして発売された横スクロールアクションゲームである。

## 概要
サーカスを舞台とした右スクロールアクションゲームで、プレイヤーはピエロのチャーリーを操作し複数用意された演目をこなしていく。チャーリーの動作は左右への移動とジャンプのみとごく単純だが、このゲームではジャンプのタイミングに重点が置かれており難易度はやや高い。演目に失敗すると解雇される（=ゲームオーバー）こととなる。
家庭用ゲーム機へも移植され日本国内では1984年7月にコナミよりMSX版が、1986年3月4日にはソフトプロよりファミリーコンピュータ版が発売された。また1999年5月13日には『コナミ80'sアーケードギャラリー』に、2007年3月15日には『コナミ アーケード コレクション』にそれぞれアーケード版が収録された（後者はステージ選択不可）。また、過去にコナミDXにて、「火の輪くぐり」「ブランコ」「トランポリン」のステージが独立したアプリとして配信されていたが、現在は配信終了している。2015年6月24日より、MSX版がWii Uバーチャルコンソールにて配信開始。
ファミコンおよびMSXの家庭用版音楽はフランク・W・ミーチャムの「アメリカン・パトロール」（1967年）が一部使用されている。

## ゲーム内容

### システム
全面クリア後の選択ゲーム画面
アーケード版の場合、最初から六場面のいずれかを選択できるバージョンと、選択できないバージョンとに分かれている。ただし、選択できないバージョンでも、空中ブランコをクリアすると、好きな場面を選択可能になり、プレイヤーが得意とする場面を選択して得点を稼ぐことが可能となる。
各画面とも、繰り返し選択してプレイするごとに、難易度が上がるが、同一場面を選択可能な回数は、六回に限られている。それもクリアすると、その画面は、「NO MORE」と表示されるようになり、他の場面を選択しなければならない。最後は、トランポリンのみがプレイ可能の状態のまま、延々続く事になる。

### 隠しフィーチャー
火の輪くぐり
スタート時点でレバーを左に入れたまま3回ジャンプしてから進むと、チャーリーがぶら下がって出現する。それを取ると1人増える。
ノーミスでドル袋を全て取ってゴールするとスペシャルボーナス。
火壺の中の1つを後ろジャンプで飛び越すと、壺からボーナスコインが飛び出る。
火の輪のドル袋を取った後に後退し、その火の輪を画面右外に出すと取ったはずのドル袋が復活する。これを繰り返して少しだけ5,000点稼ぎが可能。
綱渡り
ゴール真下から歩いて前進すると隠れドル袋が出て、取ると5,000点。
ジャンプが全て垂直だとクリア時に１人増える。（前章の２匹以上同時飛び越えとは両立しえないボーナスである）
トランポリン
ドル袋を全て取ってゴールするとスペシャルボーナス。（何度ミスしても良い）但し、イルカ面はスペシャルボーナス無し。
曲乗り
ジャンプしたら必ず板に1回だけ乗り馬に戻る、それを繰り返しゴールすると1人増える。

## ステージ構成
全6ステージ+おまけステージ（家庭用版はおまけステージなしの全5ステージ）。演目はゲームスタート時に水上トランポリン以外のステージを自由に選択することができ、同じステージを続けてプレイすることもできる（FC版は不可、アーケード版も出来ないバージョンがある）。
　
火の輪くぐり
スタート地点でバックジャンプを3回すると1UPアイテム出現（1回のみ）。大きい火の輪をバックジャンプすると、1UPアイテム出現（1回のみ）。ノーミスで小さい火の輪の$袋を全回収でクリア時ボーナス。火の置物をバックジャンプすると1度だけコイン出現。
綱渡り
猿を２匹同時に飛び越えると+1000pts。３匹同時に飛び越えると+2000pts。青い猿をバックジャンプで飛び越えると+5000pts。
トランポリン
ノーミスで$袋を全回収でクリア時ボーナス。家庭用版ではこのステージはカットされている。
玉乗り
玉を1つ飛ばして飛び越えると500pts。2つ飛ばして飛び越えると700pts。
曲乗り
連続して跳び続けると点数は倍々になっていく。小さい、あるいは高いジャンプ台は点数が高い。速度が通常のときと比べて、低速走行時は点数が半分、高速走行時は２倍となる。
空中ブランコ
一往復するごとに、ブランコを支えるヒモの部分が一つずつ上から色が変わっていき、一番下まで色か変わるとプレイヤーは下に落とされてミスになってしまう為、往復しているうちに飛び移らなければならない。ブランコに乗っていられる回数はヒモの長さによる。(アーケード版以外にブランコのぶら下がり回数はない。)一往復目に飛び移る事が出来れば高得点だが、往復回数が増えるごとに得点は減って行く。トランポリンを使用して移動するとボーナス。ブランコを１つ飛ばすと5000ptsが得られるが非常に危険。ブランコの振れと同期する様にレバーを入れれば振れは大きくなり、飛び移りに有利になるが、振れとは逆にレバーを入れ続けるとブランコの振れはだんだん小さくなり、最終的に振れは止まってしまう。
水上トランポリン
トランポリンと似ているが、行く手をさえぎるのが人ではなく、イルカとなり、水上から飛び出してプレイヤーの進路を妨害するようになる。ノーミスでクリアしても、ボーナスポイントは入らない。
２周目以降トランポリンを偶数回選ぶと出現。イルカが飛び回る水上トランポリンのステージが強制で出現する。家庭用版ではこのステージはカットされている。

## 移植版
| タイトル                       | 発売日                                     | 対応機種                      | 開発元               | 発売元                         | メディア                              | 型式                                   | 備考                                                | 出典        |
| ------------------------------ | ------------------------------------------ | ----------------------------- | -------------------- | ------------------------------ | ------------------------------------- | -------------------------------------- | --------------------------------------------------- | ----------- |
| サーカスチャーリー             | 1984年7月 1984年                           | MSX                           | コナミ開発3課        | コナミ カシオ計算機（OEM販売） | ロムカセット                          | RC712                                  |                                                     |             |
| サーカス・チャーリー           | 1986年3月4日                               | ファミリーコンピュータ        | コナミ開発2課        | ソフトプロ                     | ロムカセット                          | SFC-CC                                 |                                                     |             |
| Circus Charlie                 | 1987年                                     | コモドール64                  | パーカー・ブラザーズ | コナミ                         | フロッピーディスク                    | -                                      |                                                     |             |
| コナミ80'sアーケードギャラリー | 1998年11月                                 | アーケード                    | コナミ               | コナミ                         | 業務用基板 （512.54キロバイト）       | GC826                                  |                                                     |             |
| コナミ80'sアーケードギャラリー | 1999年5月13日 1999年11月30日               | PlayStation                   | KCE札幌              | コナミ                         | CD-ROM                                | SLPM-86228 SLUS-00945                  | アーケード版の移植                                  |             |
| サーカス／空中ブランコ         | 2002年3月13日                              | iアプリ Jアプリ               | コナミ               | コナミ                         | ダウンロード （コナミネットDX）       | -                                      | 空中ブランコのみのアレンジ版                        | [ 1 ]       |
| サーカス／火の輪くぐり         | 2002年3月27日                              | iアプリ                       | コナミ               | コナミ                         | ダウンロード （コナミネットDX）       | -                                      | 火の輪くぐりのみのアレンジ版                        | [ 1 ]       |
| コナミ アーケード コレクション | 2007年3月15日 2007年3月27日 2007年10月26日 | ニンテンドーDS                | M2                   | KDE                            | 128メガビットDSカード                 | NTR-A5KJ-JPN NTR-ACXE-USA NTR-ACXP-EUR | アーケード版の移植                                  |             |
| サーカスチャーリー             | 2015年6月24日                              | Wii U                         |                      | KDE                            | ダウンロード （バーチャルコンソール） | -                                      | MSX版の移植                                         | [ 2 ]       |
| サーカスチャーリー             | 2020年8月6日                               | PlayStation 4 Nintendo Switch |                      | ハムスター                     | ダウンロード (アーケードアーカイブス) | -                                      | アーケード版の移植 旧バージョンと新バージョンを収録 | [ 3 ] [ 4 ] |

MSX版
トランポリン、水上トランポリンのステージが削除されている。
ファミリーコンピュータ版
販売はソフトプロ。MSX版と同様に、トランポリン、水上トランポリンのステージが削除されている。
携帯アプリ版
「火の輪くぐり」、「空中ブランコ」のみが単体で配信された。

## 評価
| 項目 | キャラクタ | 音楽 | 操作性 | 熱中度 | お買得度 | オリジナリティ | 総合  |
| 得点 | 3.09       | 2.74 | 2.65   | 2.45   | 2.33     | 3.13           | 16.39 |

ファミリーコンピュータ版
ゲーム誌『ファミリーコンピュータMagazine』の読者投票による「ゲーム通信簿」での評価は別記の通り16.39点（満30点）となっている。また、同雑誌1991年5月10日号特別付録の「ファミコンロムカセット オールカタログ」では、「技のタイミングをとるのが難しい」と難易度に関して否定的なコメントで紹介されている。
MSX版
MSX専門誌『MSXマガジン』1984年11月号の「MSX SOFTレビュー」では、「凝ったグラフィックはさすがコナミだが、サーカスの興奮の伝わりかたがやや不十分で、もっと臨場感があれば星4つだった」として「★★★☆☆」と評価された。
ゲーム本『美食倶楽部バカゲー専科外伝 謎のゲーム魔境3』において、ゲームクリエイターのゾルゲ市蔵は個人的評価を65点（満100点）とした上で、背景が1ドットスクロールでスプライトの併用によりゲーム性が再現されている事やグラフィック面に関して肯定的に評価しており、「ソフトプロから出たファミコン版よりいいかも」とコメントしているが、難易度に関しては否定的に評価している。